# Jojea Kwizera
Jojea Kwizera (Bukavu, 1º gennaio 1999) è un calciatore ruandese, centrocampista del Rhode Island e della nazionale ruandese.

## Carriera

### Nazionale
Il 6 giugno 2024 ha debuttato in nazionale maggiore subentrando a partita in corso nel match disputato contro il Benin;  cinque giorni dopo, ha realizzato la prima rete in nazionale, siglando il gol vittoria contro il Lesotho (0-1).

## Statistiche
Statistiche aggiornate al 11 giugno 2024.
| Stagione           | Squadra            | Campionato         | Campionato | Campionato | Coppe nazionali | Coppe nazionali | Coppe nazionali | Coppe continentali | Coppe continentali | Coppe continentali | Altre coppe | Altre coppe | Altre coppe | Totale | Totale |
| Stagione           | Squadra            | Comp               | Pres       | Reti       | Comp            | Pres            | Reti            | Comp               | Pres               | Reti               | Comp        | Pres        | Reti        | Pres   | Reti   |
| ------------------ | ------------------ | ------------------ | ---------- | ---------- | --------------- | --------------- | --------------- | ------------------ | ------------------ | ------------------ | ----------- | ----------- | ----------- | ------ | ------ |
| 2022               | CF Montréal        | MLS                | 9          | 0          | CC              | 2               | 0               | CCL                | -                  | -                  |             | -           | -           | 11     | 0      |
| 2023               | CF Montréal        | MLS                | 4          | 0          | CC              | -               | -               |                    | -                  | -                  | LC          | -           | -           | 4      | 0      |
| Totale CF Montréal | Totale CF Montréal | Totale CF Montréal | 13         | 0          |                 | 2               | 0               |                    | -                  | -                  |             | -           | -           | 15     | 0      |
| 2024               | Rhode Island       | USLC               | 12         | 2          | USOC            | 1               | 0               |                    | -                  | -                  |             | -           | -           | 13     | 2      |
| Totale carriera    | Totale carriera    | Totale carriera    | 25         | 2          |                 | 3               | 0               |                    | -                  | -                  |             | -           | -           | 28     | 2      |

### Cronologia presenze e reti in nazionale
| Cronologia completa delle presenze e delle reti in nazionale ― Ruanda | Cronologia completa delle presenze e delle reti in nazionale ― Ruanda | Cronologia completa delle presenze e delle reti in nazionale ― Ruanda | Cronologia completa delle presenze e delle reti in nazionale ― Ruanda | Cronologia completa delle presenze e delle reti in nazionale ― Ruanda | Cronologia completa delle presenze e delle reti in nazionale ― Ruanda | Cronologia completa delle presenze e delle reti in nazionale ― Ruanda | Cronologia completa delle presenze e delle reti in nazionale ― Ruanda |
| Data                                                                  | Città                                                                 | In casa                                                               | Risultato                                                             | Ospiti                                                                | Competizione                                                          | Reti                                                                  | Note                                                                  |
| --------------------------------------------------------------------- | --------------------------------------------------------------------- | --------------------------------------------------------------------- | --------------------------------------------------------------------- | --------------------------------------------------------------------- | --------------------------------------------------------------------- | --------------------------------------------------------------------- | --------------------------------------------------------------------- |
| 6-6-2024                                                              | Anyama                                                                | Benin                                                                 | 1 – 0                                                                 | Ruanda                                                                | Qual. Mondiali 2026                                                   | -                                                                     | 72’                                                                   |
| 11-6-2024                                                             | Durban                                                                | Lesotho                                                               | 0 – 1                                                                 | Ruanda                                                                | Qual. Mondiali 2026                                                   | 1                                                                     | 60’                                                                   |
| 10-9-2024                                                             | Kigali                                                                | Ruanda                                                                | 0 – 0                                                                 | Nigeria                                                               | Qual. Coppa d'Africa 2025                                             | -                                                                     | 90’                                                                   |
| 14-11-2024                                                            | Kigali                                                                | Ruanda                                                                | 0 – 1                                                                 | Libia                                                                 | Qual. Coppa d'Africa 2025                                             | -                                                                     | 46’                                                                   |
| 18-11-2024                                                            | Uyo                                                                   | Nigeria                                                               | 1 – 2                                                                 | Ruanda                                                                | Qual. Coppa d'Africa 2025                                             | -                                                                     | 69’                                                                   |
| 21-3-2025                                                             | Kigali                                                                | Ruanda                                                                | 0 – 2                                                                 | Nigeria                                                               | Qual. Mondiali 2026                                                   | -                                                                     | 82’                                                                   |
| 5-6-2025                                                              | Costantina                                                            | Algeria                                                               | 2 – 0                                                                 | Ruanda                                                                | Amichevole                                                            | -                                                                     | 54’                                                                   |
| Totale                                                                |                                                                       | Presenze                                                              | 7                                                                     |                                                                       | Reti                                                                  | 1                                                                     |                                                                       |